# Бренн (вождь праусі)

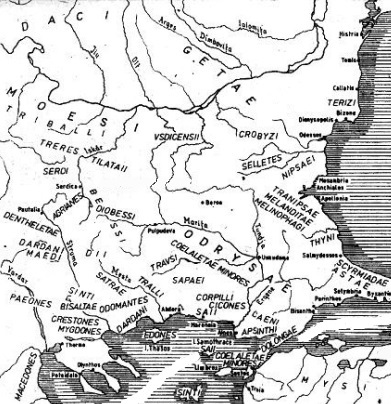
Походи кельтів у Фракію, Македонію та Північну Грецію на чолі із Бренном, вождем коаліції кельтів

Бренн (лат. Brennus, грец. Βρέννος; ?-бл. 278 р. до н. е.) — вождь коаліції кельтських племен з 280 до 278 року до н. е., яка вдерлась до Балканського півострова. Очолював три походи до Греції.

## Життєпис
Стосовно особистого життя немає жодних відомостей. Бренн був вождем племені праусі або праусії. Згадки про це плем'я присутні лише у Страбона.
У 280 році до н. е. Бренн очолив коаліцію кельтських племен. які зібралися в районі Сави та верхів'я Дунаю. Їх в цей час тіснили германці. Внаслідок цього Бренн розробив план походу проти балканських країн та племен. В коаліцію кельтів на чолі із Бренном входили племена праусі, трокмів, толістобоїв, вольків-тектосагів, скордісків. Загалом зібралося близько 85 тисяч вояків. З цією великою потугою Бренн рушив на Балкани. Одну частину на чолі із Церетрієм направив проти Фракії та Трибалії, іншу за головуванням Болгія Бренн спрямував проти Македонії та Іллірії. Разом ці війська дорівнювали 20 тисячам вояків. В Македонії Болгій розбив царя Македонії Птолемея II Лагіда (Керавна), який загинув у битві.
З основною військовою потугою Бренн рушив до Пеонії. Тут він розбив македонського військовика Сосфена. Спистошивши Пеонію та південную Македонію Бренн повернувся на північ.
У 278 році до н. е. Бренн з армією за деякими даними близько 150 тис. піхоти і 20 тис. кінноти (за іншими даними 50 тис. піхоти й кінноти разом) знову вдерся до Балкан. Цього разу він мав на меті Фессалію та Дельфи. Спочатку Бренн захопив прикордонне місто Гераклею та спустошив його. Після цього досяг ріки Сперхій, пройшов по Фтіотіді, досягнувши Магнесії. У Фермопілах біля гори Ету шлях кельтській армії перегородив афінській військовик Калліп, який очолював коаліцію етолян, беотійців, афінян, фессалійцев та малійцев. Бренн опинився у складній ситуації, не маючи змоги продертися через Фермопіли. Тоді він спрямував військові загони (40 тисяч вояків) до Етолії. Їх очолили Комбіт та Оресторій. Вони розорили Етолію й змусили етолійські війська відступити. Після цього кельти з Етолії ударили в тил грецьким військам під Фермопілами, а Бренн з півночі — внаслідок цього коаліція греків була розгромлена. Після цього протягом року були спустошені Фессалія та Фокіда.
У 278 році до н. е. Бренн рушив на Дельфи, маючи на меті пограбувати піфійську скарбницю (за різними версіями Бренн встиг це зробити). Того ж року відбулася велика битва з військом амфіктіонів на чолі із етолянами, в якому кельти зазнали поразки, а Бренна було важко поранено. Бренн не мав смертельних ран, проте відчував ганьбу і сором за поразку від греків. Після відступу залишків кельтських військ, Бренн передав владу іншому ватажку Акіхору та заподіяв собі смерть від меча, за іншою версією отруївшись нерозбавленим вином.